# Европски систем контроле возова
Европски систем контроле возова (енгл. European Train Control System, ETCS) јединиствени европски стандард за контролу сигнализације и заштите железничког саобраћаја. Настао је због потребе заједничког надстандарда у европским државама. Европски систем контроле возова је скуп стандарда, који немају ништа заједничко, осим стандардне ширине колосека.

## Циљеви
- Централизовати управљање и начинити га аутоматским
- Смањити трошкове погона и одржавање сигнала
- Повећати интероперабилност разчитих железничких система
- Повећати капацитет и брзину

## Фукнција
- Надгледање максималне брзине
- Надгледање кретања воза
- Надгледање смера кретања
- Надгледање спровођења посебних прописа

## Елементи
- Евробализа
- Евролуп
- Европски систем контроле возова у локомотиви - ETCS рачунар (EVM, European Vital Computer), приказ у управљачници (DMI, driver machine interface), уређај за мерење пута, GSM-R преносни систем (укључујући еврорадио), читач бализа и контролна кочница.

## Разлике

### Варијанта 0
Када се локомотива која подржава европски систем контроле возова креће на прузи која не подржава европски систем контроле возова онда је то варијанта 0. 

### Варијанта специјалног преносног модула
Како би се железничко возило могло кретати на прузи са уобичајеним сигналмним систем возова велике брзине потребан је специјални преносни модул тј. специјални електронски склопови који преузимају већи део обраде електричних сигнала који се користе, већ према систему. Како је развој специјалног преносног модула компликован зависно од систем заштите, тренутно постоји врло мало склопова. Чешће се 

### Варијанта 1
Ова варијанта има предност над стандардним светлосним и ликовним сигналима. Евробализа која се налази уздуж се користи, како би се пренеле информације. Локомотива поседује рачунар, који те информације обрађује и спроводи одговарајућу акцију.

### Варијанта 2
Ова варијанта има систем заснован на радију. Користи се глобални систем мобилне комуникације за железнице, како би се локомотиви континуирано пренела дозвољрна брзина и подаци о траси. Евробализе се користе на овој варијанти као пасивни позициони означивач. Рачунар обрађује те информације.

### Варијанта 3
Ова варијанта подржава потпуно радијску сигнализацију. Сигнални уређаји уздуж пруге постају непотребни.

## 
Ова скраћеница означава (енгл. European Railway Traffic Management System). У основи то је комбинација: